# Merel van Vroonhoven
Merel van Vroonhoven (Blaricum, 5 mei 1968) is een Nederlands voormalig bestuurder en topambtenaar, die is overgestapt naar het onderwijs. Zij was van 1 april 2014 tot 1 september 2019 voorzitter van het Bestuur van de Autoriteit Financiële Markten (AFM).

## Opleiding
Ze is een dochter van Theo van Vroonhoven en Lousje Sterk. Ze volgde de middelbare school in Vught (Maurick College). Van Vroonhoven heeft mijnbouwkunde en petroleumwinning gestudeerd aan de Technische Universiteit Delft en studeerde in 1993 af in geofysica. Ze heeft in 2000 een MBA gevolgd aan de INSEAD Business school.

## Carrière
Van 2002 tot 2007 was ze lid van de hoofddirectie van Nationale-Nederlanden, verantwoordelijk voor het Collectief Pensioenbedrijf. Vanaf 2007 was ze als lid van het management committee ING Investment Management Europe verantwoordelijk voor de verzekeringsportefeuille en het fiduciair vermogensbeheer.
Vanaf 2009 tot 1 april 2014 was ze lid van de raad van bestuur van de Nederlandse Spoorwegen. In de vijf jaren bij NS had ze onder andere de bedrijfsonderdelen Abellio, Stations, Qbuzz, Hispeed en de samenwerking met ProRail in haar portefeuille. In 2013 werd ze verantwoordelijk voor de Fyra. Ze gaf leiding aan een speciale taskforce en haar andere werkzaamheden werden overgenomen door de andere directieleden van de NS.
In 2012 werd zij Topvrouw van het jaar. In het juryrapport staat dat zij een voorbeeld is van een leiderschapsstijl die uitgaat van verbinding.
Op 1 april 2014 werd ze voorzitter van het bestuur van de AFM. Zij was hier verantwoordelijk voor de General Counsel, de Interne Audit dienst en de afdelingen Strategie, Beleid en Internationale Zaken en Communicatie.
Op 4 april 2019 werd bekend dat ze de AFM ging verlaten om zich via de PABO-opleiding van InHolland om te scholen tot leerkracht. Een van de redenen voor vertrek was het grote lerarentekort, vooral bij kinderen in achterstandswijken en in het speciaal onderwijs. "Ik heb een kind met autisme, ik weet hoe onvoorstelbaar belangrijk een leraar is." In 2021 werd ze lerares speciaal onderwijs aan de Eerste Nederlandse Buitenschool. Over haar ervaringen gedurende de overstap publiceerde ze een boek: De stap - hoe mijn weg naar de top me naar het klaslokaal bracht.
Als columnist van de Volkskrant doet Van Vroonhoven regelmatig verslag van haar ervaringen in het onderwijs.
In maart 2024 hield zij de jaarlijkse Kohnstamm-lezing, genoemd naar de pedagoog Philip Kohnstamm.

## Nevenfuncties
- Commissaris Havenbedrijf Rotterdam
- Voorzitter werkgroep Vanuit autisme bekeken
- Lid Dutch Council INSEAD
- Lid van de Nederlandse Sportraad
- Voormalig voorzitter Raad van Toezicht Radboud Universiteit[7]
- columnist bij De Volkskrant
- onderzoek op verzoek van Ministerie van Onderwijs naar de aanpak van het lerarentekort
- toezicht Stichting Lezen
- Lid Raad van Toezicht het Nationale Theater

## Privé
Merel van Vroonhoven is moeder van twee kinderen. Zij is in 2018 getrouwd met Frans van der Grint, toen Van Vroonhoven nog bestuursvoorzitter was van de AFM. Een opvallend huwelijk daardoor, omdat Van der Grint juist een communicatiestrateeg was bij Hill + Knowles, een lobbybedrijf dat al tientallen jaren in vele controversiële zaken is verwikkeld en waarbij voorkennis - datgene waar de AFM tegen strijdt - juist een asset is. Ook huurde zij haar toekomstige man, evenals spindoctor Jack de Vries, in 2015 tijdelijk in bij de AFM.
Van Vroonhoven is een enthousiast hardloopster en heeft aan verschillende marathons deelgenomen.